# Colisión aérea en el Gran Cañón de 1956
La colisión aérea en el Gran Cañón de 1956 se produjo el sábado 30 de junio de ese mismo año a las 10:30 a. m., hora estándar del Pacífico, cuando el vuelo 718 de United Airlines golpeó el vuelo 2 de Trans World Airlines (TWA) sobre el Gran Cañón en Arizona (Estados Unidos), lo que resultó en el accidente de los dos aviones y la muerte de las 128 personas a bordo de ambos aviones. 
Hasta la colisión aérea de Nueva York de 1960 (134 muertos) fue el accidente de aviación más mortífero en la historia de las aerolíneas comerciales (el más grave era desde 1953 el desastre aéreo de Tachikawa con 129 muertos, pero era un vuelo militar), convirtiéndose en el primer desastre aéreo de una aerolínea civil en provocar más de 100 muertes, y daría lugar a cambios radicales en la regulación de las operaciones de vuelo en los Estados Unidos.

## Aeronaves

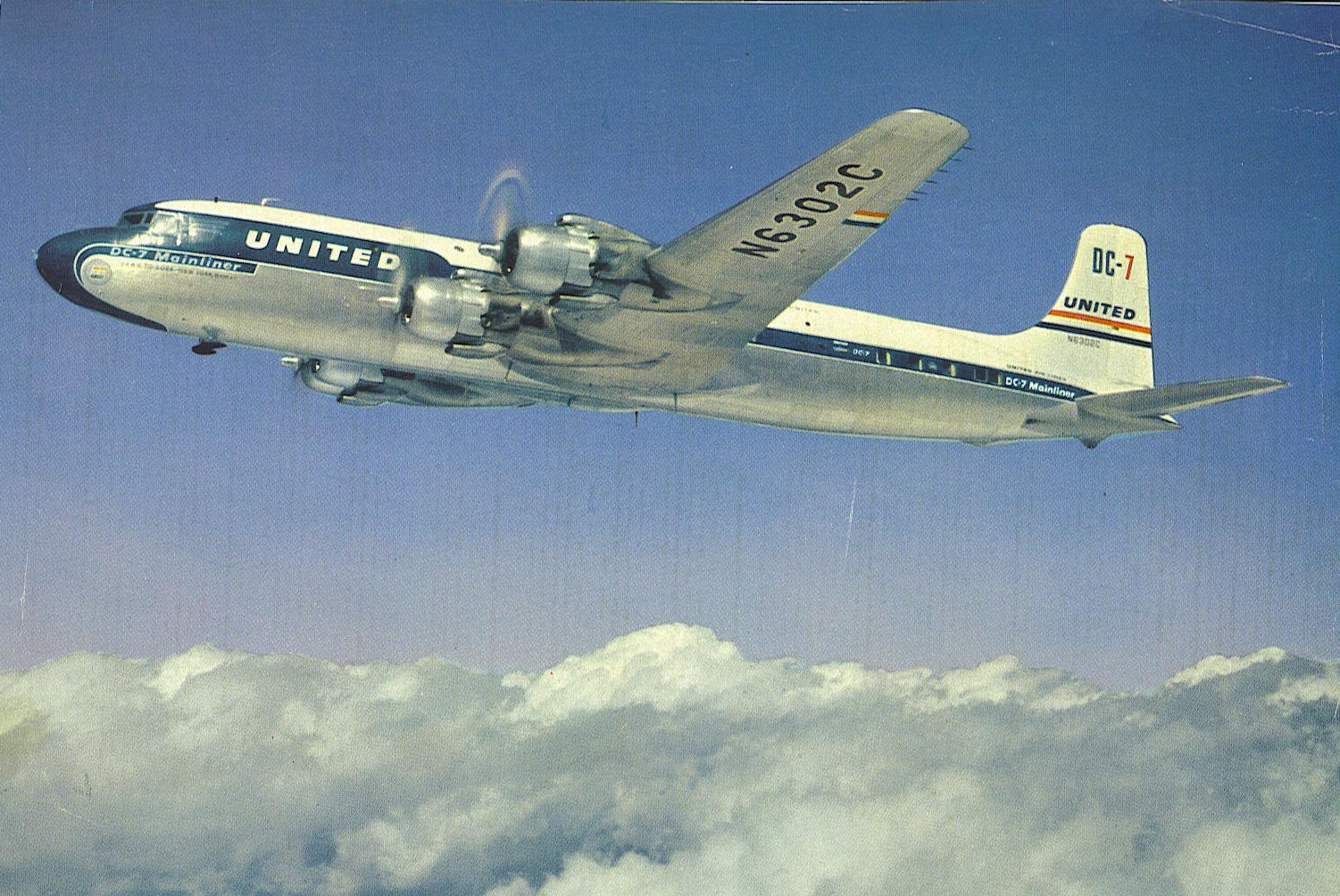
Douglas DC-7 de United similar al implicado en el desastre.

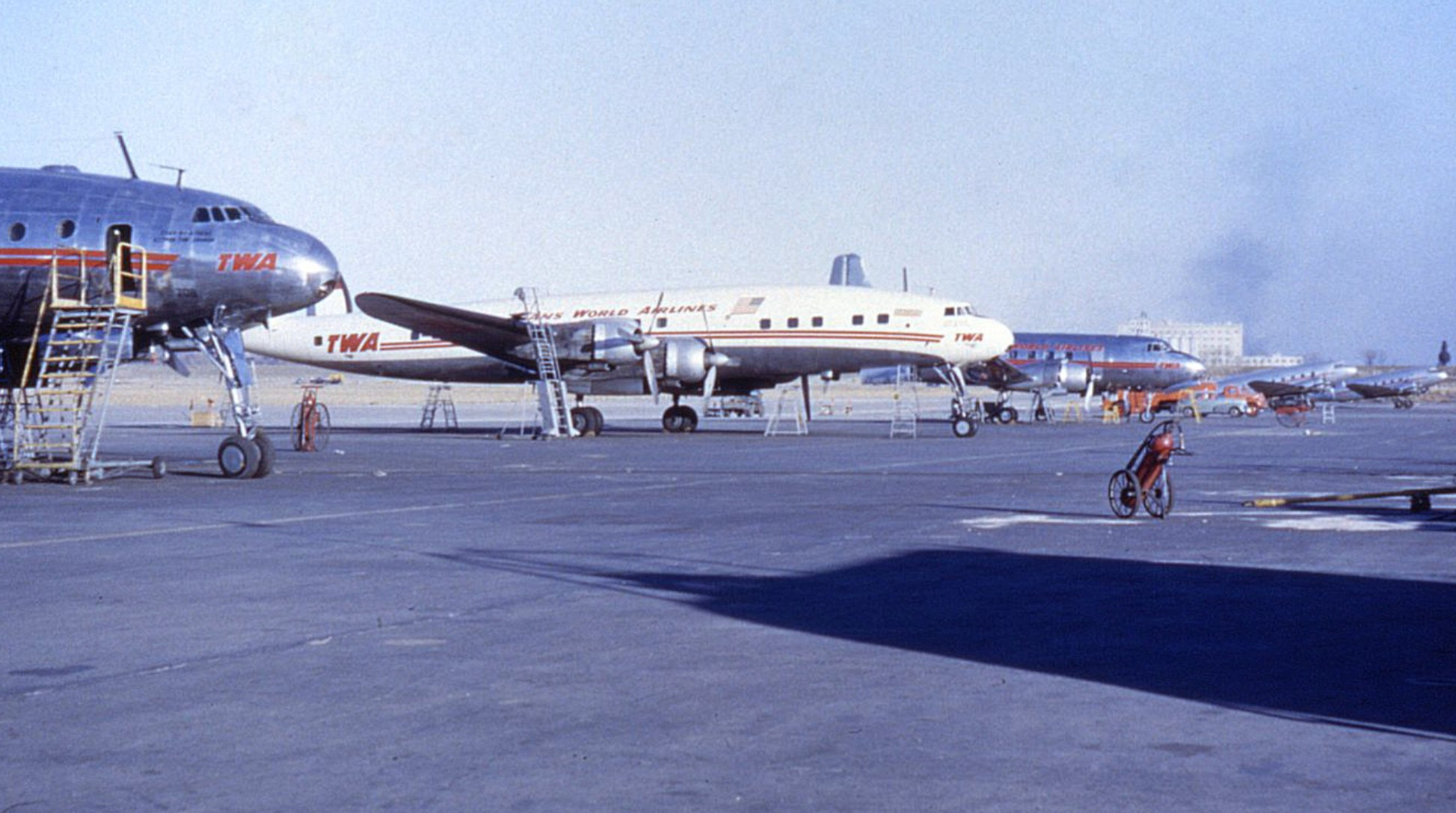
El avión Lockheed Constellation implicado en la colisión fotografiado en junio de 1951.

### Vuelo 718 de United Airlines
Estaba siendo operado por un Douglas DC-7 de apenas un año apodado "Mainliner Vancouver". La tripulación de cabina estaba conformada por el capitán Robert Shirley, el primer oficial Robert Harms y el ingeniero de vuelo Gerard Fiore. Despegó del Aeropuerto Internacional de Los Ángeles a las 9:04 hora del Pacífico con 53 pasajeros y 5 tripulantes hacia el Aeropuerto Internacional Midway.

### Vuelo 02 de TWA
Era operado por un Lockheed L-1049 Super Constellation de 4 años apodado "Star of the Seine". La tripulación de cabina estaba conformada por el capitán Jack Gandy y el copiloto James Ritney. Despegó del Aeropuerto Internacional de Los Ángeles a las 9:01 hora del Pacífico con 64 pasajeros y 6 tripulantes hacia el Aeropuerto Urbano Charles B. Wheeler, tres minutos antes que el vuelo 718.

## Colisión

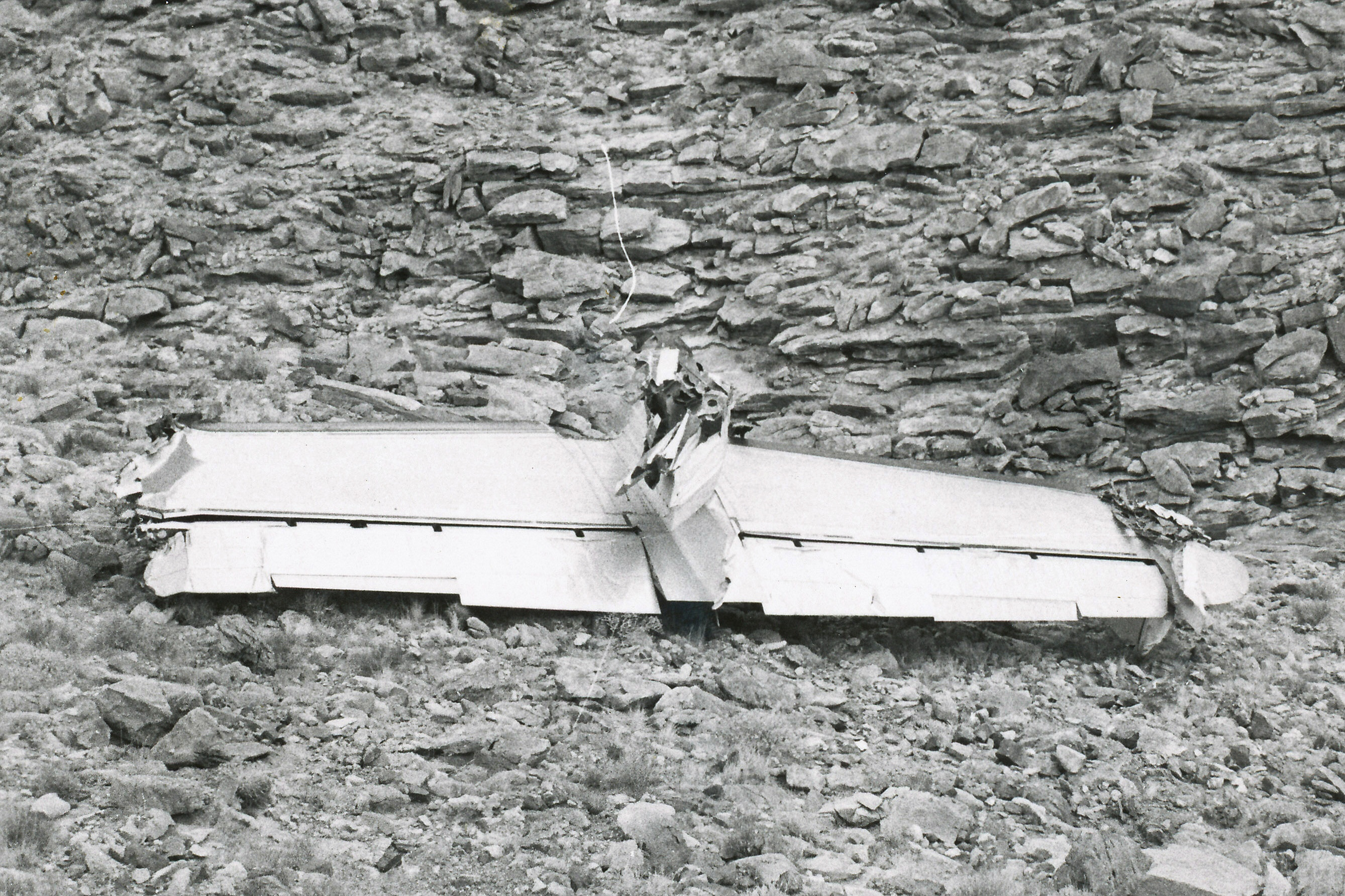
Restos del avión de TWA.

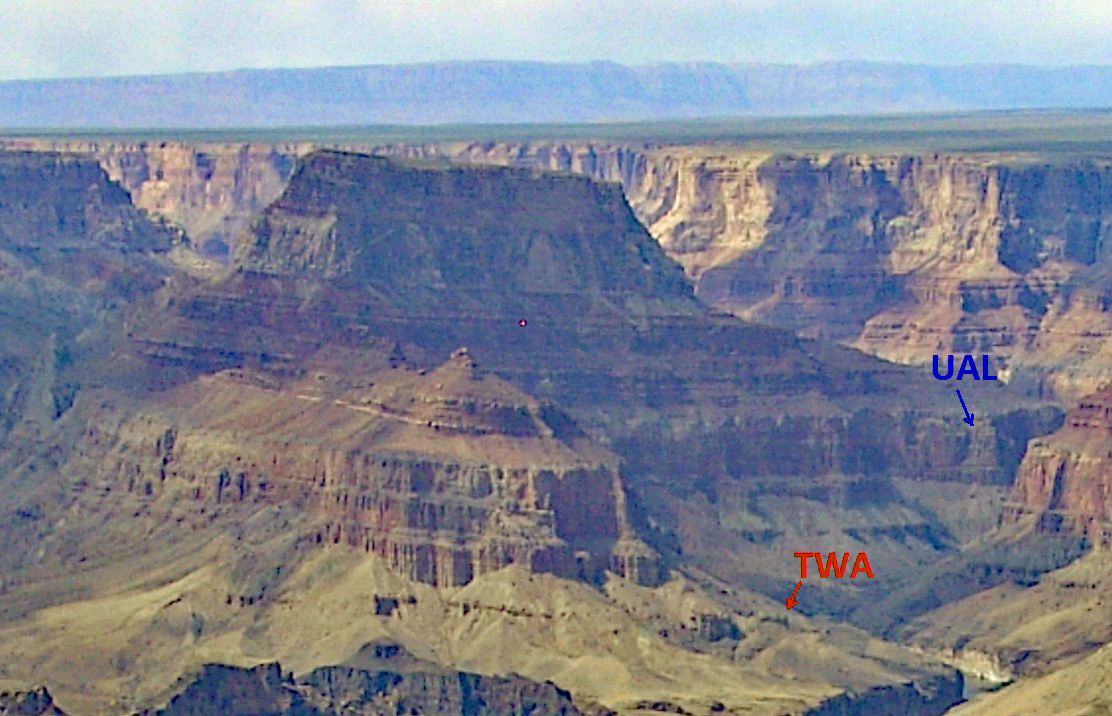
El punto rojo señala la zona donde cayeron los restos del avión de TWA, y el azul el de UA.

Noventa minutos más tarde, fuera del contacto con los controladores de tierra, el vuelo con poca visibilidad e ignorando las reglas de vuelo visual, (VFR) los dos aviones maniobraban al parecer por separado para dar a sus pasajeros vistas del Gran Cañón cuando el ala izquierda y los propulsores de DC-7 impactaron en la cola del Constellation. El Constellation se salió de control y el DC-7 entró en barrena. Ambos aviones se estrellaron matando a las 128 personas a bordo.

## Resultado de la Investigación
La Investigación estimuló una mejora de $250 millones de dólares al sistema de control aéreo en esos días. El accidente también accionó la creación en 1958 de la Agencia Federal de la Aviación "AFA" (ahora la administración) para supervisar la seguridad aérea.

## Filmografía
El accidente está recreado en el cuarto episodio de la temporada de especiales (octava temporada en la versión original, primer episodio) de Mayday: Catástrofes aéreas, titulado "Sin Comunicación" y en el sexto episodio de la décima temporada (duodécima en la versión original) titulado "El desastre del Gran Cañón"